# Agricultura a la Xina

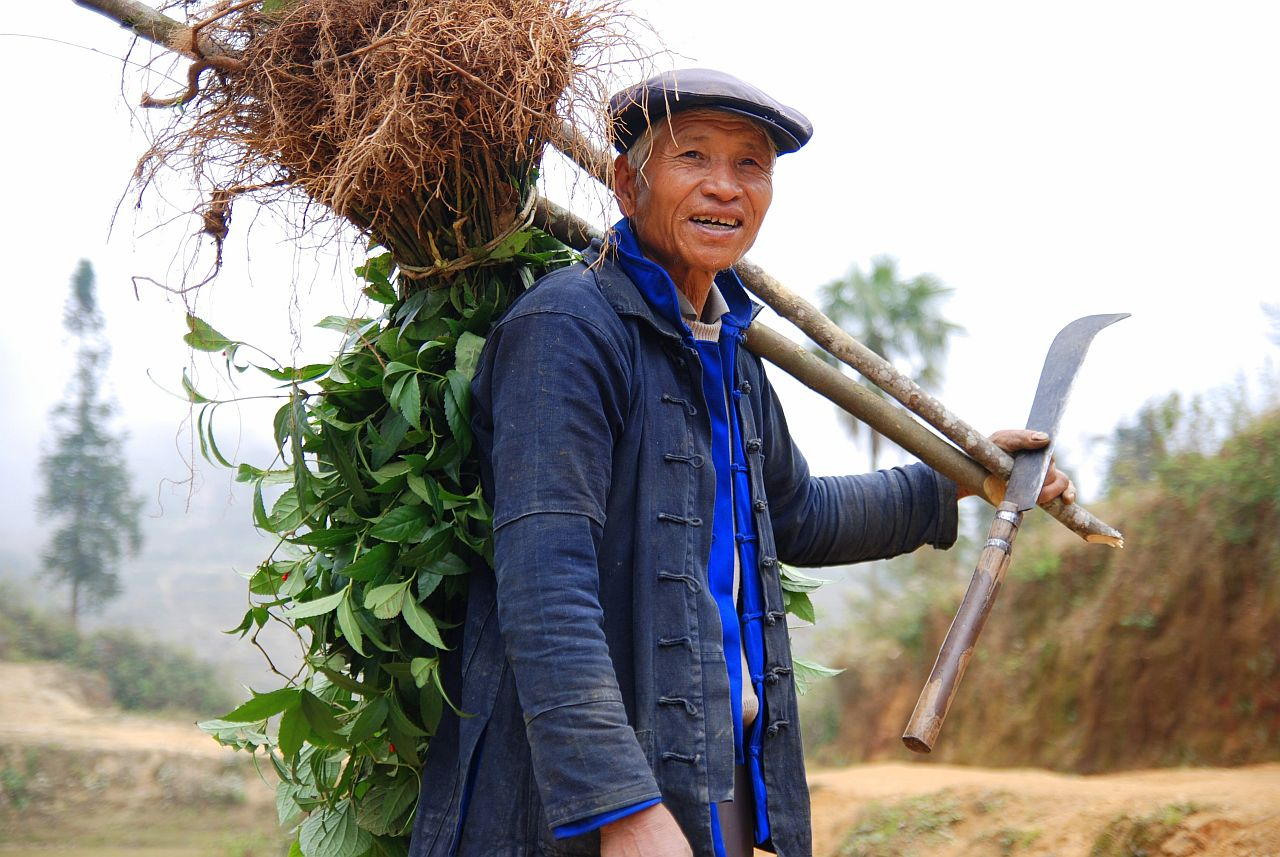
Un pagès de l'ètnia Hani a Yunnan

L'agricultura a la Xina ocupa uns 300 milions de persones a la Xina. La Xina ocupa el primer lloc mundial en la producció d'arròs, blat, patates, sorgo, cacauets, te, mill, ordi, cotó, olis de llavors, porcs i peixos.

## Història
Fa uns 7.500 anys a.C. va començar l'agricultura a la Xina amb el conreu del mill i immediatement després va començar el conreu de l'arròs. Tanmateix, els primers assentaments agrícoles daten de cap a 5000 aC. També hi ha una llarga tradició xinesa que implica la seva mitologia amb l'agricultura.

### Tecnologia agrícola

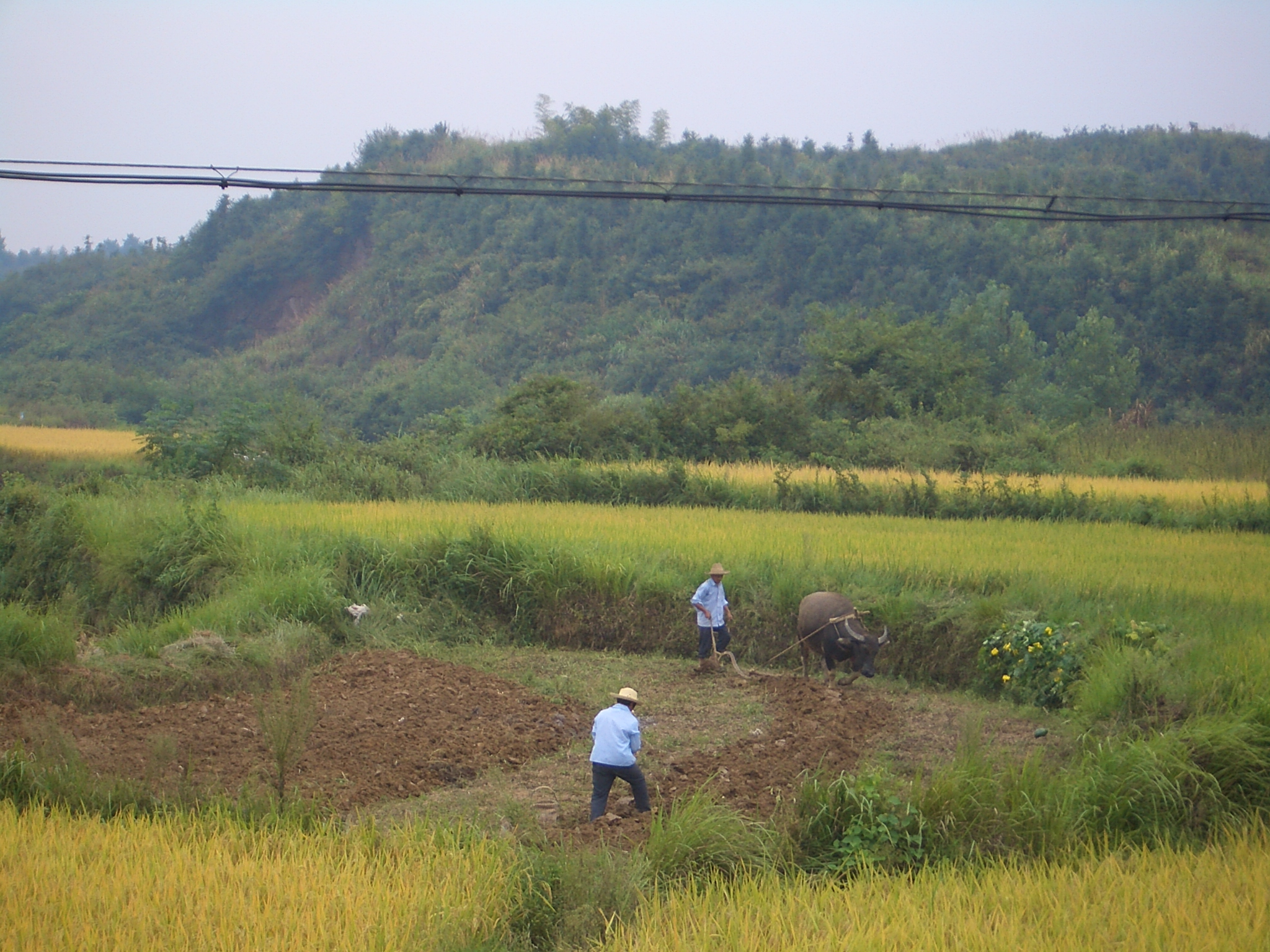
llaurant amb búfals, Hubei

Pel fet d'haver estat un país subdesenvolupat i tenir poca terra llaurable, a la Xina senmpre s'ha practicat una agricultura molt intensiva en termes de treball. Tanmateix al llarg de la seva història s'hi han incorporat alguns mètodes per a fer més eficieent l'agricultura.
Durant el Període Primavera i Tardor (722–481 aC), hi va haver dues millores revolucionàries en agricultura. Una d'elles va ser fer servir eines de ferro i animals de tir i l'altra la d'obres hidràuliques per millorar el regadiu.

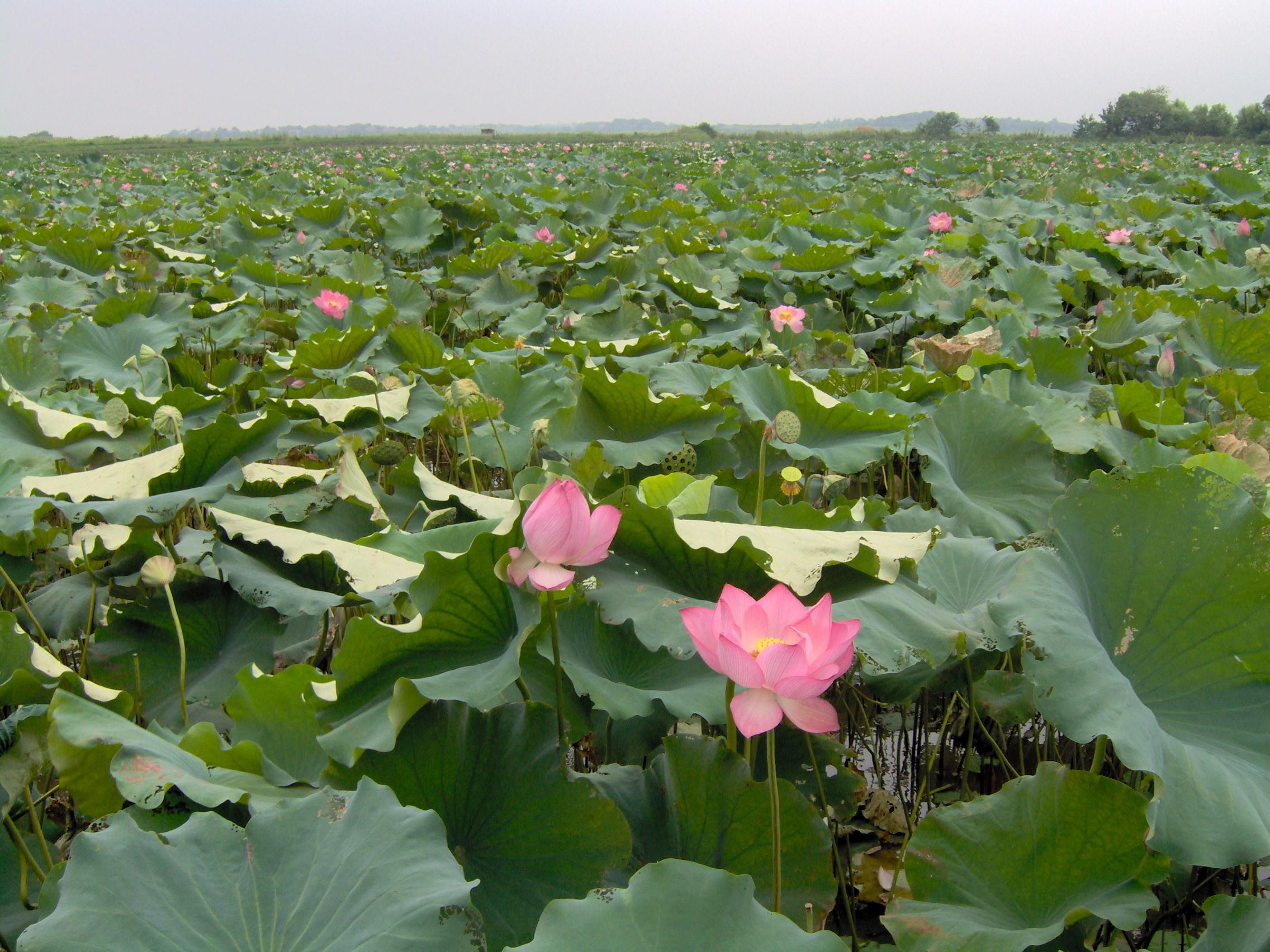
Les llavors i arrels del Lotus són un dels cultius principals a Hubei, Hunan, Fujian i Jiangxi

Des de l'any 1994, el govern de la Xina va fer un gran nombre de canvis per tal de limitar la importació de cereals.
A mesura que es desenvolupava l'economia de la Xina, una gran part dels terrenys de conreu van esdevenir terreny industrial i els agricultors van passar a ser mà d'obra industrial.
L'agricultura ecològica és la innovació més recent en l'agricultura de la Xina.

## Principals productes agrícoles

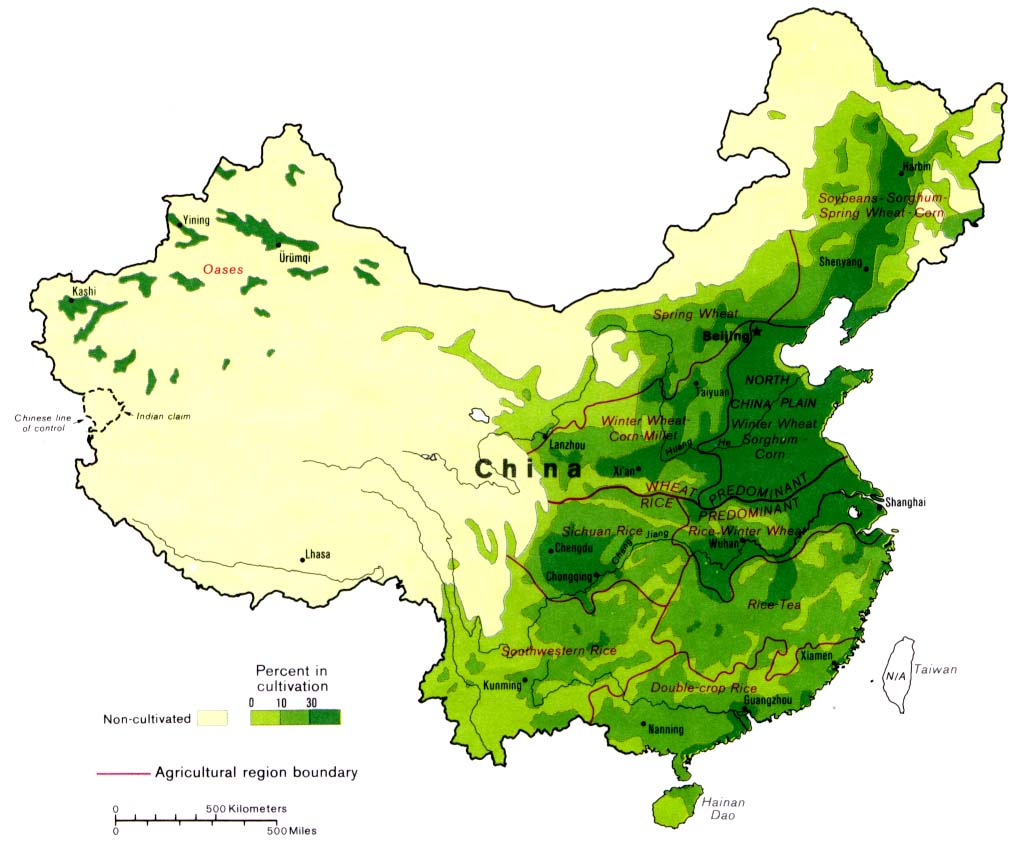
Regions agrícoles de la Xina continental

Només el 15% de la superfície de la Xina és de terra llaurable cosa que representa uns 1,4 milions de km² i d'ells 0,526 km² són de regadiu. Hi ha unes 200 milions d'explotacions agrícoles amb una mitjana de 0,65 hectàrees per explotació (minifundi).
Històricament la Xina ha patit períodes d'escassedat d'aliments amb fams. L'èxit d'expansió de l'afgricultura cap al nord de la Xina ha estat limitada pel fet que són regions de clima molt més fred i sec que les tradicionals de l'est de la Xina.

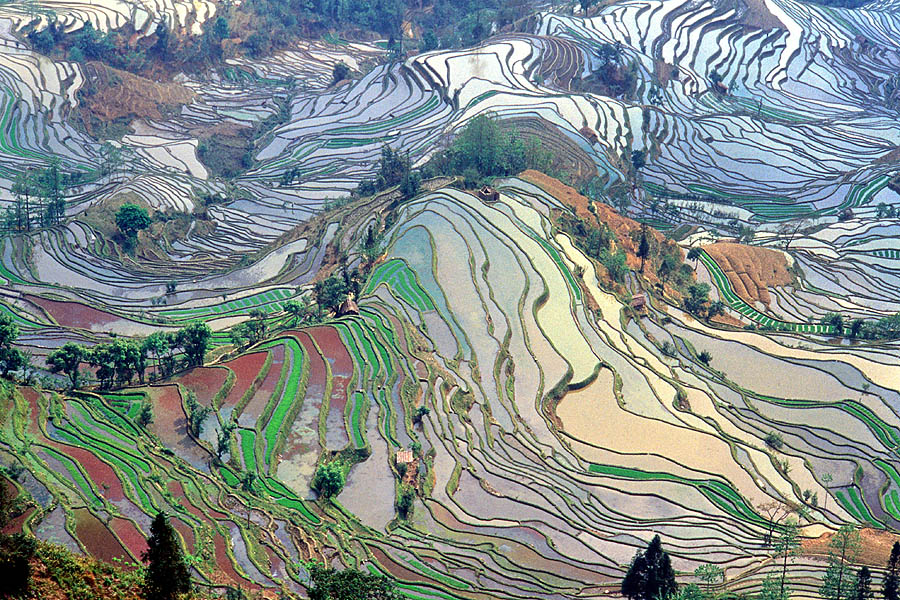
Feixes amb arròs a Yunnan

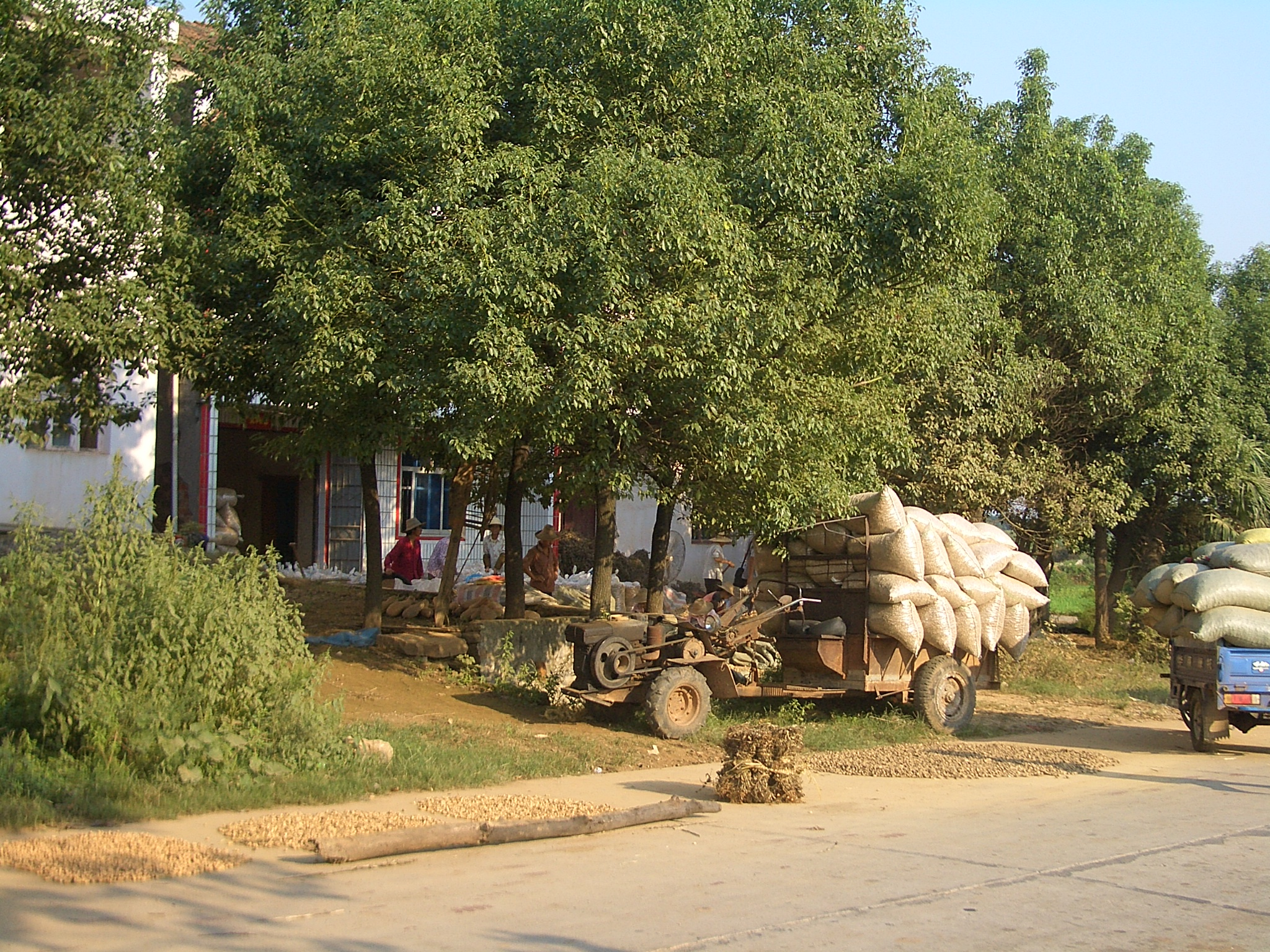
Collita de cacauets a Hubei

Un 75% de la superfície cultivada a la Xina es dedica a produir aliments. l'arròs és el principal conreu de la Xina amb un 25% de la superfície cultivada total. La majoria es conrea la sud del Riu Huai, a la vall del riu Yangtze, el delta del Zhu Jiang i a les províncies Guizhou i Sichuan de Yunnan.
El blat és el segon conreu en importància, es cultiva a la Plana del Nord de la Xina, vall del riu Wei i la vall del riu Fen sobre la plana de loess, i províncies de Jiangsu, Hubei i Sichuan. La dacsa i el mill es fan ala nord i nord-est de la Xina. La civada ésimportant a la Mongòlia interior i el Tibet.
ltres coneus inclouen els moniatos al sud, patates al nord i altres fruites i verdures. A l'illa Hainan s'hi fan conreus tropicals. les pomes i peres es conreen al nod de Liaoning i de Shandong, els cítrics aes conreen a la Xina del sud.
Les llavors oleaginoses són un conreu molt important. Al nord i nord-est de la Xina es conrea la soia amb la qual es fa el tofu i oili comestible. També es produeixen cacuets a les províncies de Shandong i Hebei. Igualment es conrea el sèsam oleaginós, les llavors de gira-sol i les de colza a més de les l'arbre tung.
També es conreen el te verd i el te de gessamí que són populars entre la població de la Xina, el te negre s'exporta. La canya de sucre i la remolatxa sucrera també es cultiven. Les plantacions de te es troben als turons de la part mitjana de la vall del Yangtze i a les províncies de Fujian i Zhejiang. La canya de sucre es fa a Guangdong i Sichuan, mentre que la remolatxa sucrera es cultiva a Heilongjiang i en regadius de la Mongòlia interior. El Lotus es cultiva molt a tot el sud de la Xina.

### Fibres

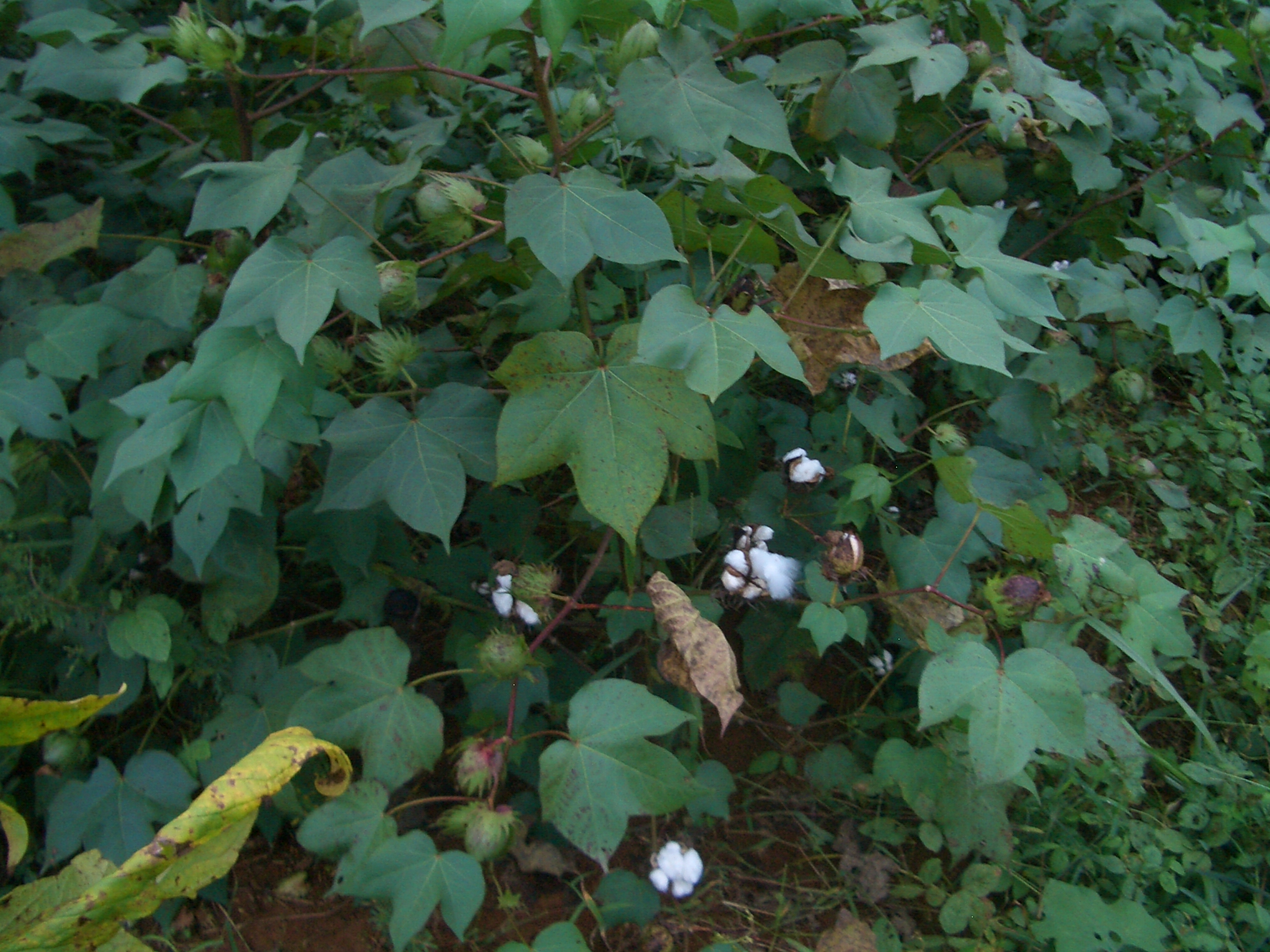
cultiu del cotoner a Hubei

La xina és el principal productor mundial de cotó que es cultiva per tot el país. Altres fibres inclouen el rami, lli, jute i cànem. La sericultura, (cria de cucs de la seda), també es practica al centre i sud del país.

#### Ramaderia
Els animals de granja més comuns a la Xina són els porcs i l'aviram. A l'oest del país predominen les ovelles. les cabres i els camells. Al Tibet, els iacs proporcionen aliment i combustible. També es crien a la Xina bovins, búfals, cavalls, mules i ases, recentment el govern encoratja la producció lletera (el consum de llet tradicionalment és molt baix a la Xina) encara que el 92,3% de la població adulta té algun nivell d'intolerància a la lactosa.
Com a carns més exòtiques s'ha d'esmentar l'existència l'any 2002 de 684 granges de tortugues.

### Aqüicultura
L'aqüicultura de la Xina representa la meitat de la mundial.

## Producció
|     | Cultiu             | 1949 (tones) | 1978 (tones) | 1999 (tones) |
| 1.  | Cereals            | 113.180.000  | 304.770.000  | 508.390.000  |
| 2.  | Cotó               | 444,000      | 2,167,000    | 3,831,000    |
| 3.  | Oleaginoses        | 2,564,000    | 5,218,000    | 26,012,000   |
| 4.  | Canya de sucre     | 2,642,000    | 21,116,000   | 74,700,000   |
| 5.  | Remolatxa sucrera  | 191,000      | 2,702,000    | 8,640,000    |
| 6.  | Tabac processat    | 43,000       | 1,052,000    | 2,185,000    |
| 7.  | Te                 | 41,000       | 268,000      | 676,000      |
| 8.  | Fruit              | 1,200,000    | 6,570,000    | 62,376,000   |
| 9.  | Carn               | 2,200,000    | 8,563,000    | 59,609,000   |
| 10. | Productes aquàtics | 450,000      | 4,660,000    | 41,220,000   |

Tanmateix, des del 2000 l'esgotament dels principals aqüífers de la Xina ha portat a una disminució de la producció de cereals, convertint a la Xina en un importador de cereals.
Actualment la Xina encapçala, en diferents productes agrícoles, tant la llista de productors com la d'importadors.